# Буесе
Буесе (фр. Bouessay) насеље је и општина у западној Француској у региону Лоара, у департману Мајен која припада префектури Шато Гонтје.
По подацима из 2005. године у општини је живело 733 становника, а густина насељености је износила 60 становника/km². Општина се простире на површини од 9,34 km². Налази се на средњој надморској висини од 67 метара (максималној 70 m, а минималној 27 m).

## Демографија
| 1962. | 1968. | 1975. | 1982. | 1990. | 1999. | 2011. |
| ----- | ----- | ----- | ----- | ----- | ----- | ----- |
| 302   | 324   | 324   | 540   | 568   | 563   | 769   |

График промене броја становника у току последњих година